# Rodzina z Los Angeles (mafia)
Rodzina z Los Angeles – jedna z największych i najważniejszych rodzin mafijnych stanu Kalifornia, obok rodzin z San Diego, San Jose i San Francisco. Jej przedstawiciele w hierarchii amerykańskiego syndykatu zbrodni odgrywają drugorzędną rolę.
Z uwagi na swoją nieudolność organizacyjną, sposób rządzenia i nie do końca odpowiednią znajomość rzemiosła gangsterskiego, Rodzina z Los Angeles, budzi tylko politowanie i śmiech oraz jest obiektem pośmiewiska wśród innych rodzin mafijnych (głównie z Chicago i Nowego Jorku - Pięć Rodzin). W kręgach mafijnych, a także policyjnych określana jest mianem Mafia Myszki Miki (z ang. Mickey Mouse Mafia).
Za jednego z najważniejszych bossów mafii z Los Angeles uchodził Jack Dragna (urodzony na Sycylii; 1891–1957). Był on człowiekiem o małych ambicjach i nie wyróżniał się talentem przywódczym. Wielokrotnie aresztowany (3 lata spędził w więzieniu w 1915 r. za wymuszenia). Bez większego oporu i sprzeciwu z jego strony, gangsterzy tacy jak Lucky Luciano, Meyer Lansky i Bugsy Siegel weszli na jego teren (branża filmowa w Hollywood i sieć kasyn w Las Vegas).

## Działalność przestępcza
- handel narkotykami;
- wymuszenia;
- lichwa;
- hazard
- haracze.

## Inni znani gangsterzy
- Frank DeSimone (ur.?? – zm. 1968r.) – następca Jacka Dragny. W trakcie Wojny Bananowej miał zostać jej ofiarą z rozkazu Joseph Bonanno;
- Nick Licata (1897–1974) – od 1968 roku boss rodziny;
- Dominic Brooklier;
- Louis Tom Dragna – kuzyn Jacka Dragny.